# 64. Oscar-gála
A 64. Oscar-gálán az Amerikai Filmművészetek és Filmtudományok Akadémiája (AMPAS) az 1991-es év legjobb filmjeit és filmeseit díjazta. A ceremóniát 1992. március 30-án tartották meg, az Akadémia összesen huszonhárom kategóriában osztott ki díjakat.
A legtöbb, hét díjat A bárányok hallgatnak című lélektani horror szerezte meg, köztük a legjobb filmnek járó díjat is. A legjobb női főszereplő Jodie Foster, a legjobb férfi főszereplő Anthony Hopkins lett, A bárányok hallgatnak szereplőiként. A legjobb női mellékszereplőnek járó díjat Mercedes Ruehl (A halászkirály legendája), a legjobb férfi mellékszereplő díjat pedig Jack Palance (Irány Colorado!) kapta meg.

## Díjazottak
| Kategória                     | Díjazottak                                                 | Film                                                                    |
| ----------------------------- | ---------------------------------------------------------- | ----------------------------------------------------------------------- |
| Legjobb film                  | Edward Saxon, Kenneth Utt, Ronald M. Bozman                | A bárányok hallgatnak                                                   |
| Legjobb férfi főszereplő      | Anthony Hopkins                                            | A bárányok hallgatnak                                                   |
| Legjobb női főszereplő        | Jodie Foster                                               | A bárányok hallgatnak                                                   |
| Legjobb férfi mellékszereplő  | Jack Palance                                               | Irány Colorado!                                                         |
| Legjobb női mellékszereplő    | Mercedes Ruehl                                             | A halászkirály legendája                                                |
| Legjobb rendező               | Jonathan Demme                                             | A bárányok hallgatnak                                                   |
| Legjobb eredeti forgatókönyv  | Callie Khouri                                              | Thelma és Louise                                                        |
| Legjobb adaptált forgatókönyv | Ted Tally                                                  | A bárányok hallgatnak                                                   |
| Legjobb fényképezés           | Robert Richardson                                          | JFK – A nyitott dosszié                                                 |
| Legjobb vágás                 | Joe Hutshing, Pietro Scalia                                | JFK – A nyitott dosszié                                                 |
| Legjobb látványtervezés       | Dennis Gassner, Nancy Haigh                                | Bugsy                                                                   |
| Legjobb kosztümtervező        | Albert Wolsky                                              | Bugsy                                                                   |
| Legjobb smink/maszk           | Stan Winston, Jeff Dawn                                    | Terminátor 2. – Az ítélet napja                                         |
| Legjobb eredeti filmzene      | Alan Menken                                                | A szépség és a szörnyeteg                                               |
| Legjobb eredeti betétdal      |                                                            | A szépség és a szörnyeteg                                               |
| Legjobb hang                  | Tom Johnson, Gary Rydstrom, Gary Summers, Lee Orloff       | Terminátor 2. – Az ítélet napja                                         |
| Legjobb hangvágás             | Gary Rydstrom, Gloria S. Borders                           | Terminátor 2. – Az ítélet napja                                         |
| Legjobb képi effektusok       | Dennis Muren, Stan Winston, Gene Warren Jr., Robert Skotak | Terminátor 2. – Az ítélet napja                                         |
| Legjobb idegen nyelvű film    | Olaszország                                                | Mediterraneo                                                            |
| Legjobb dokumentumfilm        | Allie Light, Irving Sarafin                                | The Shadow of the Stars                                                 |
| Legjobb rövid dokumentumfilm  | Debra Chasnoff                                             | Deadly Deception: General Electric, Nuclear Weapons and Our Environment |
| Legjobb animációs rövidfilm   | Daniel Greaves                                             | Manipulation                                                            |
| Legjobb rövidfilm             | Seth Winston, Robert N. Fried                              | Session Man                                                             |

## Kategóriák

### Legjobb film
A bárányok hallgatnak (Edward Saxon, Kenneth Utt, Ronald M. Bozman)
- Szépség és a szörnyeteg (Don Hahn)
- Bugsy (Mark Johnson, Barry Levinson, Warren Beatty)
- JFK – A nyitott dosszié (A. Kitman Ho, Oliver Stone)
- Hullámok hercege (Barbra Streisand, Andrew S. Karsch)

### Legjobb színész
Anthony Hopkins (A bárányok hallgatnak)
- Warren Beatty (Bugsy)
- Robert De Niro (Cape Fear - A Rettegés foka)
- Nick Nolte (Hullámok hercege)
- Robin Williams (A halászkirály legendája)

### Legjobb színésznő
Jodie Foster (A bárányok hallgatnak)
- Geena Davis (Thelma és Louise)
- Laura Dern (Rózsa és tövis)
- Bette Midler (For the Boys)
- Susan Sarandon (Thelma és Louise)

### Legjobb mellékszereplő színész
Jack Palance (Irány Colorado!)
- Tommy Lee Jones (JFK – A nyitott dosszié)
- Harvey Keitel (Bugsy)
- Ben Kingsley (Bugsy)
- Michael Lerner (Hollywoodi lidércnyomás)

### Legjobb mellékszereplő színésznő
Mercedes Ruehl (A halászkirály legendája)
- Diane Ladd (Rózsa és tövis)
- Juliette Lewis (Cape Fear - A Rettegés foka)
- Kate Nelligan (Hullámok hercege)
- Jessica Tandy (Sült zöld paradicsom)

### Legjobb rendező
Jonathan Demme (A bárányok hallgatnak)
- Barry Levinson (Bugsy)
- Ridley Scott (Thelma és Louise)
- John Singleton (Fekete vidék)
- Oliver Stone (JFK – A nyitott dosszié)

### Legjobb eredeti forgatókönyv
Thelma és Louise (Callie Khouri)
- Fekete vidék (John Singleton)
- Bugsy (James Toback)
- A halászkirály legendája (Richard LaGravenese)
- Grand Canyon (Lawrence Kasdan, Meg Kasdan)

### Legjobb adaptált forgatókönyv
A bárányok hallgatnak (Ted Tally)
- Sült zöld paradicsom (Fannie Flagg, Carol Sobieski)
- Hitlerjunge Salomon (Agnieszka Holland)
- JFK – A nyitott dosszié (Oliver Stone, Zachary Sklar)
- Hullámok hercege (Pat Conroy, Becky Johnston)

### Legjobb fényképezés
JFK – A nyitott dosszié (Robert Richardson)
- Bugsy (Allen Daviau)
- Hullámok hercege (Stephen Goldblatt)
- Terminátor 2. – Az ítélet napja (Adam Greenberg)
- Thelma és Louise (Adrian Biddle)

### Legjobb vágás
JFK – A nyitott dosszié (Joe Hutshing, Pietro Scalia)
- The Commitments (Gerry Hambling)
- A bárányok hallgatnak (Craig McKay)
- Terminátor 2. – Az ítélet napja (Conrad Buff, Mark Goldblatt, Richard A. Harris)
- Thelma és Louise (Thom Noble)

### Legjobb látványtervezés
Bugsy (Dennis Gassner, Nancy Haigh)
- Hollywoodi lidércnyomás (Dennis Gassner, Nancy Haigh)
- A halászkirály legendája (Mel Bourne, Cindy Carr)
- Hook (Norman Garwood, Garrett Lewis)
- Hullámok hercege (Paul Sylbert, Caryl Heller)

### Legjobb kosztümtervező
Bugsy (Albert Wolsky)
- Addams Family – A galád család (Ruth Myers)
- Hollywoodi lidércnyomás (Richard Hornung)
- Hook (Anthony Powell)
- Bovaryné (Corinne Jorry)

### Legjobb smink/maszk
Terminátor 2. – Az ítélet napja (Stan Winston, Jeff Dawn)
- Hook (Christina Smith, Monty Westmore, Greg Cannom)
- Star Trek 6. - A nem ismert tartomány (Michael Mills, Edward French, Richard Snell)

### Legjobb eredeti filmzene
A szépség és a szörnyeteg (Alan Menken)
- Bugsy (Ennio Morricone)
- A halászkirály legendája (George Fenton)
- JFK – A nyitott dosszié (John Williams)
- Hullámok hercege (James Newton Howard)

### Legjobb eredeti betétdal
A szépség és a szörnyeteg – Alan Menken, Howard Ashman: „Szépség és a szörnyeteg”
- A szépség és a szörnyeteg – Alan Menken, Howard Ashman: „Belle”
- A szépség és a szörnyeteg – Alan Menken, Howard Ashman: „Be Our Guest”
- Robin Hood, a tolvajok fejedelme – Michael Kamen, Bryan Adams, Robert John Lange: „(Everything I Do) I Do It for You”
- Hook – John Williams, Leslie Bricusse: „When You're Alone”

### Legjobb hang
Terminátor 2. – Az ítélet napja (Tom Johnson, Gary Rydstrom, Gary Summers, Lee Orloff)
- Lánglovagok (Gary Summers, Randy Thom, Gary Rydstrom, Glenn Williams)
- A szépség és a szörnyeteg (Terry Porter, Mel Metcalfe, David J. Hudson, Doc Kane)
- JFK – A nyitott dosszié (Michael Minkler, Gregg Landaker, Tod A. Maitland)
- A bárányok hallgatnak (Tom Fleischman, Christopher Newman)

### Legjobb hangvágás
Terminátor 2. – Az ítélet napja (Gary Rydstrom, Gloria S. Borders)
- Lánglovagok (Gary Rydstrom, Richard Hymns)
- Star Trek 6. - A nem ismert tartomány (George Watters II, F. Hudson Miller)

### Legjobb képi effektusok
Terminátor 2. – Az ítélet napja (Dennis Muren, Stan Winston, Gene Warren Jr., Robert Skotak)
- Lánglovagok (Mikael Salomon, Allen Hall, Clay Pinney, Scott Farrar)
- Hook (Eric Brevig, Harley Jessup, Mark Sullivan, Michael Lantieri)

### Legjobb idegen nyelvű film
Mediterraneo (Olaszország)
- A természet gyermekei (Izland)
- A vörös lámpások (Hongkong)
- The Elementary School (Csehszlovákia)
- Oxen (Svédország)

### Legjobb dokumentumfilm
The Shadow of the Stars (Allie Light, Irving Sarafin)
- Death on the Job (Vince DiPersio, Bill Guttentag)
- Doing Time: Life Inside the Big House (Alan Raymond, Susan Raymond)
- The Restless Conscience: Resistance to Hitler Within Germany 1933-1945 (Hava Kohav Beller)
- Wild By Law (Lawrence R. Hott, Diane Garey)

### Legjobb rövid dokumentumfilm
Deadly Deception: General Electric, Nuclear Weapons and Our Environment (Debra Chasnoff)
- Birdnesters of Thailand (Eric Valli, Alain Majani d'Inguimbert)
- A Little Vicious (Immy Humes)
- The Mark of the Maker (David McGowan)
- Memorial: Letters from American Soldiers (Bill Couturié, Bernard Edelman)

### Legjobb animációs rövidfilm
Manipulation (Daniel Greaves)
- Blackfly (Christopher Hinton)
- Strings (Wendy Tilby)

### Legjobb rövidfilm
Session Man (Seth Winston, Robert N. Fried)
- Birch Street Gym (Stephen Kessler, Thomas R. Conroy)
- Last Breeze of Summer (David Massey)

## Végső eredmény
(Győzelem/jelölés)
| 5/7 | A bárányok hallgatnak           |
| 4/6 | Terminátor 2. – Az ítélet napja |
| 2/8 | JFK – A nyitott dosszié         |
| 2/6 | Szépség és a szörnyeteg         |
| 1/6 | Thelma és Louise                |
| 1/5 | A halászkirály legendája        |
| 1/1 | Irány Colorado!                 |